# Abraham A. Ribicoff
Abraham Alexander Ribicoff, né le 9 avril 1910 à New Britain (Connecticut) et mort le 22 février 1998 à New York, est un homme politique américain. Membre du Parti démocrate, il est représentant du Connecticut entre 1949 et 1953, gouverneur du Connecticut entre 1956 à 1961, secrétaire à la Santé, à l'Éducation et aux Services sociaux entre 1962 et 1965 dans l'administration du président John F. Kennedy puis sénateur du Connecticut entre 1963 et 1981.

## Biographie
Abraham A. Ribicoff est né à New Britain dans le Connecticut. Issu d'une famille juive, il fait sa scolarité à l'école publique puis ses études à l'université de New York puis est diplômé en droit de l'University of Chicago Law School en 1933.
Il commence sa carrière politique au sein de la législature du Connecticut de 1938 à 1942.
De 1941 à 1943 puis de 1945 à 1947, il est juge dans le comté de Hartford.
De 1949 à 1953, il est représentant démocrate au Congrès des États-Unis pour le Connecticut.
En 1952, il tente de se faire élire sénateur mais est battu par le républicain Prescott Bush.
De 1955 à 1961, il est gouverneur du Connecticut.
En 1961, il rejoint la nouvelle administration du président Kennedy en tant que secrétaire à la Santé.
En 1962, il est élu au Sénat au siège laissé vacant par Prescott Bush et quitte le gouvernement en janvier 1963.
Il est réélu à chaque élection et exercera son mandat de sénateur jusqu'en janvier 1981.
À la convention démocrate de 1968, il soutient George McGovern contre Hubert Humphrey, et raille la police de Chicago qu'il compare à la Gestapo. En réponse le maire démocrate de Chicago, Richard J. Daley, le traite en « off » de « fils de pute juive »[réf. nécessaire].
Abraham A. Ribicoff est mort à New York en 1998. Sa veuve est décédée en 2011.